# 風風雨雨
〈風風雨雨〉，是香港電台電視部實況單元劇系列《獅子山下》第十二輯的其中一個單元，僅一集，首播於1992年9月19日。由李怡、羅海星、曹廣榮、毛孟靜、陳安琪主演，單慧珠執導，故事以虛構的「香江」記者訪問「紅球國」總司令情節，影射無綫電視在六四事件後派員訪問中華人民共和國領導人李鵬一事，從中反映香港新聞工作者在九七回歸前夕面臨的處境，因題材敏感、起用多位與政治有關的公眾人物擔任演員、導演抗拒刪剪，而備受爭議。

## 背景
香港公營電台香港電台電視部的《獅子山下》系列始於1973年，旨在以單元劇形式反映社會實況，本以草根階層題材為主，自1980年代因應社會轉變，中產階層題材逐漸增多。在1992年播出的一輯是該系列的第十二輯，其時離1997年香港回歸尚有數年，這輯以「後過渡期香港社會面貌」為主題（自1984年中英聯合聲明簽署起，被稱為「過渡期」）。〈風風雨雨〉是這輯的其中一個單元，由單慧珠執導，她從1977年加入香港電台，擔任合約導演多年，曾執導多套戲劇作品，《獅子山下》系列的單元中也有不少她的作品，其中1984年的單元〈天生你才〉曾獲多個獎項。
1989年中華人民共和國發生六四事件；1991年9月香港的無綫電視獲得機會，在北京獨家專訪被視為主導六四事件中官方行動的國家領導人——國務院總理李鵬，由資深記者袁志偉進行訪問，剪輯成特備節目《中國總理專訪》，訪問過程中袁志偉對李鵬表現友好，未有問及敏感話題，一些香港人認為他刻意討好北京政府，成為其新聞工作生涯的爭議之一；據《壹週刊》當時的報道，無綫電視的新聞總監鄧惠鈞親自赴北京商討及在訪問現場監督，本來安排袁志偉與另一資深記者李汶靜分別負責中文與英文版本的提問，李汶靜因抗拒不可臨時追加提問的規限，臨陣拒絕參與，而節目最終的收視亦不佳。〈風風雨雨〉的故事被認為影射這些事件。

## 劇情大綱
故事序幕描述一個名為「紅球國」的國度，當地的兒童在教育裡只能接觸紅色的平面球，某天兒童們發現一個白色的立體圓球飄到紅球國上空，產生憧憬；他們成長為青年後仍想以騎脖子的方式觸碰白球，突然當權者的槍聲將圓球擊破，青年群起反抗，然後紅球國總司令姜海指揮軍隊開槍，造成傷亡。（影射六四事件）
開槍事件發生後，「香江」的「第三間電視台」與紅球國協商，派員前往紅球國就該事件對姜海進行獨家專訪。紅球國對專訪提出了所有問題需經事先審批，不可跟進發問等諸多限制，第三間電視台新聞部總監焦明看出姜海只欲藉機自我宣傳，擔心電視台淪為紅球國的喉舌，電視台的老闆包一龍極為看好此事，勸告焦明先接納條件，再行協商。焦明與副總監羅漢生籌謀如何突破限制，做出符合新聞專業的訪問。他們挑選了記者毛小孟擔任訪問人，但小孟臨場問出連串未經審批的尖銳問題，訪問被紅球國人員中斷；負責幕後製作的記者陳家淇臨危受命，頂替小孟繼續按規限完成訪問，期間她只能以表情表達出對姜海回答的質疑。
焦明等人回到香江後着手對訪問進行剪輯，並嘗試拒絕老闆包一龍的干涉，老闆展露出只重視節目商業價值的嘴臉，在其心中新聞與各種演出無異。另一方面，被撤換的毛小孟感到不忿，認為焦明向權力妥協，召集一批同事向他討說法，又批評陳家淇是充當演員而不是記者，最後遞上了辭職信。老闆看過剪輯片段後，對家淇的表情感到不滿，甚至要求像戲劇組那樣進行補拍。家淇對自己當時的無可奈何之舉，感到羞愧，亦向焦明請辭。老闆命人剪輯一個只有姜海特寫鏡頭的版本，焦明與漢生則決意犧牲事業亦要讓自己的剪輯版本面世。節目播出當晚雙方角力，最終焦明與漢生失敗，請辭而去。及後他們召開記者會，表明心跡。

## 演員表
| 演員     | 演員背景                                                                       | 角色名稱 | 角色簡介                                                                                           |
| -------- | ------------------------------------------------------------------------------ | -------- | -------------------------------------------------------------------------------------------------- |
| 李怡     | 作家、時事評論家、雜誌主編。                                                   | 焦明     | 第三間電視台新聞部總監，極力於現實局限與新聞工作者的社會責任之間取得平衡，一度被下屬所誤解。       |
| 羅海星   | 民運人士。                                                                     | 羅漢生   | 新聞部副總監，與焦明共事多年，共同進退。                                                           |
| 曹廣榮   | 前政務司，1991年提早退休後開始涉足幕前演出，亦演出了此輯另一單元〈變奏之前〉。 | 包一龍   | 第三間電視台的老闆，表面上放手讓新聞部自主，實則著眼於節目帶來的利益，不重視新聞部的專業自主。     |
| 毛孟靜   | 新聞工作者，時為時事辯論節目《城市論壇》主持人；與角色身份相同。               | 毛小孟   | 新聞部資深記者，因報道紅球國經驗較多，被挑選為紅球國總司令專訪的訪問人。                           |
| 陳安琪   | 非政治相關                                                                     | 陳家淇   | 新聞部資深記者，負責專訪節目的幕後製作，毛小孟被要求撤換後，接替她繼續進行專訪，事後被小孟所誤解。 |
| 方任利莎 | 非政治相關                                                                     | 焦明之妻 | |
| 黃栢文   | 非政治相關                                                                     | Simon    | 新聞部剪接師，常與陳家淇共事。                                                                     |

此單元起用多位與政治有關的公眾人物擔任演員，成為話題。亦有香港電台各部門的職員參與演出，如林松文。

## 製作、播映與爭議
〈風風雨雨〉藉着影射真實事例的情節，探索新聞界如何處理對於高官的採訪；反映九七回歸前夕的政治環境下新聞工作者所面臨的干預、壓力。導演單慧珠表示自己與被影射的電視台新聞總監是朋友（未有明言姓名），但為了避嫌未有向對方查詢取材，且播出前已有半年沒有與對方聯絡，因覺得此劇會使其傷心。
單慧珠在構思劇本時及開鏡前一天曾兩度被香港電台要求刪減內容，包括被台長副手雲影畦召見，要求刪去紅球國兒童接觸白球之序幕，此幕在單慧珠與管理層多番爭持下被保留下來。單慧珠拍攝的版本為90分鐘（即兩集長度），她認為只有此長度才能充分表現整個故事，並曾作出寧可辭職也堅拒刪剪的心理準備，但香港電台也堅持只能以一集長度播出，最終單慧珠為了讓此作品能面世，無奈接受。當時坊間猜測此單元題材過於敏感，會刺激中方，香港電台高層基於政治壓力，為了減低影響，希望一集播完。該台電視部一般節目總監明偉儀則否認刪剪至一集的要求出於政治壓力，他解釋這只是遵從原來的播放計劃，單慧珠拍出兩集是不符合約，並形容她是「藝術家脾氣」、「太意氣用事」。單慧珠在此事後，被香港電台調往教育電視組，1996年她移民夏威夷。
該輯《獅子山下》在無綫電視翡翠台首播（每週播映一集），〈風風雨雨〉原定於9月12日作為第五集播出，後因剪輯問題調動至9月19日，變為第六集。2015年作為《獅子山下經典重溫》第二輯的第五十二集重播，並附有學者吳俊雄、舒琪、《獅》系列常用導演王璐德關於此單元的對談。
〈風〉在播出前已被預料將受到香港左派報刊（或稱親中）的抨擊。該輯《獅子山下》陸續播映後，較早播出的單元〈面具〉（王璐德執導）、〈歸去來兮〉（許鞍華執導）均遭到左派報刊抨擊。一些時事雜誌概括了當時的情況，《鏡報月刊》的文章指題材最敏感的〈風風雨雨〉播出後受到的抨擊最大，《九十年代》的文章則稱「〈風風雨雨〉之前的炮火已經很夠份量了......」。《文匯報》刊登的一篇文章舉例指出中國領導人曾應對尖銳問題及跟進提問，質疑〈風〉的劇情有誤導之嫌。整體層面上，左派報刊批評香港電台作為公營電台卻只容納某一種政治傾向的聲音，不少節目「製造民意」，誤導市民；港英政府故意縱容香港電台破壞中港關係及中英關係；香港電台方面亦多番反駁，稱劇集只是反映現狀。

## 備註
1. 1 2 3 4  按香港電台官方網站全劇重溫[10]之「本集內容」。劇情大綱並參考實際劇情補充。
2. ↑  但故事的發展與袁志偉的訪問情況截然不同。
3. 1 2 3 4 5  按角色初登場時片中介紹姓名與身份的字幕。
4. ↑  此輯另一單元〈歸去來兮〉亦邀得民運人士侯德健演出。[13]
5. ↑  陳安琪以影視製作人身份為人所知，見《香港電影導演大全1979-2013》網頁版[16]
，所附相片可判斷為劇中人。
6. 1 2 3  按片頭名單。
7. ↑  來源文獻作「副台長」。香港政府的廣播處是專門管理香港電台此一機構的部門，俗稱的「台長」即為廣播處長，其各級副手亦如是。然而，按其他文獻，雲影畦該年的職位應為助理廣播處長，不是副廣播處長。
8. ↑  《壹週刊》的專訪將〈風風雨雨〉播出年份誤作1995年，《明報周刊》則誤作1993年，這些說法均在網絡上流傳。

## 外部連結
- 香港電台官方網站的〈風風雨雨〉全劇重溫（附2015年重播後嘉賓對談） （页面存档备份，存于）